# Mike Bigornia
Michael "Mike" L. Bigornia (Bangued, 16 mei 1950 - 24 september 2001) was een Filipijns dichter, publicist en vertaler. 

## Biografie
Mike Bigornia werd geboren op 16 mei 1950. Hij studeerde politieke wetenschappen aan de University of the East en behaalde in 1970 zijn bachelor-diploma.
Bigornia was een van de oprichters van Gallan sa Arte at Tula (GAT), directeur van Phoenix Publishing House en van 1992 tot 2001 drie termijnen voorzitter van Unyon ng Mga Manunulat ng Pilipinas (UMPIL), de grootste schrijversbond van de Filipijnen. 
Hij stond met name bekend om zijn dichtwerk. Zo schreef Bigornia drie dichtbundels: Punta Blangko (1985), Prosang Itim (1996) en Salida (1996). Ook verscheen werk van zijn hand in de anthologie Walong Dekada ng Makabagong Tulang Pilipino en publiceerde hij in diverse Filipijnse tijdschriften en kranten. Hij was mede-redacteur van Galian, Mga Akda Sa Panahon ng Krisis (1983) en Rio Alma Selected Poems 1968-1985 (1987). Hij schreef ook kinderboeken. Zo publiceerde hij in 1981 Jose Rizal (Dakilang Dangal Ng Lahi), een biografie van de Filipijnse nationale held Jose Rizal geschreven voor kinderen. In hetzelfde jaar verscheen ook een geschiedenisboek voor kinderen van zijn hand: Ang Kalakalang Galleon (Mulang Maynila Hanggang Acapulco), over de handel met de Manillagaljoenen.
Hij won met zijn werk diverse onderscheidingen. Zo won hij de ASEAN Literary Contest in 1977, twee National Book Awards van de Manila Critics Circle voor Punta Blangko en Prosang Itim en een Makata ng Taon in 1986. Ook won hij eerste prijzen bij de Carlos Palanca Memorial Awards voor zijn gedichten Punta Blangko in 1985 en Bestiyaryo at iba pang Prosang Itim  in 1992. In 1996 kreeg hij de S.E.A. Write Award..
Bigornia overleed in 2001 op 51-jarige leeftijd aan de gevolgen van een hartaanval. Hij was getrouwd met Maria Teresa Rivera en had met haar vijf zonen.